# 佐久間安政
佐久間 安政（さくま やすまさ）は、戦国時代から江戸時代前期にかけての武将、大名。近江高島藩主、のち信濃飯山藩藩主。

## 生涯
弘治元年（1555年）、織田氏の武将・佐久間盛次の次男として尾張国にて誕生した。
はじめ紀伊・河内両国守護畠山氏の家臣・保田知宗の婿養子となり、保田久六を名乗る。後に久右衛門と改める。
畠山氏没落後は養父、兄や弟と共に織田信長に仕えた。最初は佐久間信盛に属し石山本願寺攻めに参加、後に柴田勝家に属した。信長の死後に起きた賤ヶ岳の戦いでは、一族や養父と共に佐久間盛政隊に加わり余呉湖周辺で繰り広げられた中川清秀との戦いで先鋒を務めた。佐久間隊は敢闘し清秀を討ち取ったものの、美濃大返しにより半日で立ち戻った羽柴本軍（賤ヶ岳の七本槍）の猛攻と、友軍の前田利家が戦線離脱したことにより形勢が逆転、合戦全体で柴田軍は羽柴秀吉（豊臣秀吉）に敗北した。実兄の盛政は捕縛されのち刑死、養父の保田知宗は討ち死にした。勝家の自決後、安政と勝之の兄弟は紀州の保田氏の領地へ落ち延びた。
小牧・長久手の戦いでは紀州の雑賀衆、根来衆と共に徳川家康・織田信雄方に属し、岸和田城を守る羽柴方の中村一氏としばしば交戦した。しかし、秀吉と信雄・家康の間で和睦が成立したのち、秀吉は第二次紀州征伐を行い、雑賀・根来を含む紀州の反秀吉勢力を一掃した。安政兄弟は家康の口利きにより関東の小田原北条氏に弟の勝之ともども身を寄せた。また、この時に妻と離縁したという（のち、正親町天皇の武家伝奏であった勧修寺晴豊の娘を妻とした）。
ところが、北条氏もまた豊臣秀吉による小田原征伐によって滅ぶと、安政・勝之兄弟はしばらく野に潜伏していたが、同族（叔父）である秀吉直臣の奥山盛昭を通じて秀吉に赦され、保田氏から佐久間氏に復して蒲生氏郷に仕えた。出羽国小国（現山形県西置賜郡小国町）を領し、葛西大崎一揆の鎮圧に功績を挙げた。氏郷の没後、秀吉の直臣となり、信濃国槇島城（現長野県長野市信州新町牧野島）を賜った。
慶長3年（1598年）、秀吉の死後、五奉行が徳川家康に伺いを立て、その結果近江国小河（現滋賀県東近江市小川町）に7,000石を与えられた。
慶長5年（1600年）関ヶ原の戦いで東軍に属し、その戦功により近江国高嶋郡（現滋賀県高島市）のうちに加増を受け、合計で1万5,000石を領するようになり、大名に列した（『寛政重修諸家譜』）。慶長12年（1607年）江戸城内に移転した際に、常陸国小田（現茨城県つくば市小田）5,000石を加増され、合計2万石。更に元和元年（1615年）大坂の陣の戦功により信濃国飯山（現長野県飯山市）に1万石の加増を受け合計3万石となり、佐久間家飯山藩の藩祖となった。元和3年（1617年）、徳川秀忠の御伽衆に任ぜられる。
寛永4年（1627年）、江戸にて死去。菩提寺は滋賀県高島市の幡岳寺と長野県飯山市の大聖寺。戒名は徳翁院殿功岸玄忠大居士（『寛政重修諸家譜』では「広岸玄忠徳王院」）。墓所は二本榎広岳院といわれている。高野山奥の院に飯山・佐久間家墓所があり、多くの供養墓が現存している。平成に入り菩提寺の大聖寺（長野県飯山市）と慶宗寺（同）に位牌が新調された。

## 関連作品
小説
- 吉原実
  - 「火宅の門」 （「北國文華」2018年春75号収録の短編）
  - 「二口（ふたふり）の左文字」（「北國文華」2018年年秋77号収録の短編）
  - 「鶴の舞う城」（「北國文華」2019年春79号収録の短編）
  - 「湖水の槍」（「北國文華」2021年春87号収録の短編）
  - 「炎の城」（「北國文華」2021年秋89号収録の短編）
  - 「隔冥記に現れる勧修寺家と飯山佐久間家の交流」（同人誌「櫻坂」2022年4月第28号収録の論考）

映画
- 『雨月物語』大映 1953年